# Espas
Espas ist eine französische Gemeinde mit 132 Einwohnern (Stand 1. Januar 2022) im Département Gers in der Region Okzitanien (vor 2016: Midi-Pyrénées). Sie gehört zum Arrondissement Condom und zum Kanton Grand-Bas-Armagnac. Die Einwohner werden Espasiens und Espasiennes genannt.

## Geographie
Espas liegt circa 31 Kilometer südwestlich von Condom in der historischen Provinz Armagnac am westlichen Rand des Départements.
Umgeben wird Espas von den fünf Nachbargemeinden:
|                 | Manciet                                     | Bascous |
|                 | Kompassrose, die auf Nachbargemeinden zeigt | Dému    |
| Avéron-Bergelle | Séailles                                    |         |

### Gewässer
Espas liegt in den Einzugsgebieten der Flüsse Adour und Garonne.
Die Douze fließt größtenteils an der Grenze zur südwestlichen Nachbargemeinde Avéron-Bergelle entlang. Der Ruisseau du Pesqué, der Ruisseau du Soucaret und der Ruisseau du Loc, Nebenflüsse der Douze, durchqueren das Gebiet der Gemeinde.
Ebenso wird Espas vom Ruisseau des Garrinquets und vom Tuzon, Nebenflüsse der Gélise, bewässert.

## Einwohnerentwicklung
Nach Beginn der Aufzeichnungen stieg die Einwohnerzahl bis zur ersten Hälfte des 19. Jahrhunderts auf einen Höchststand von rund 620. In der Folgezeit sank die Größe der Gemeinde bei zwischenzeitlichen Erholungsphasen bis zur ersten Dekade auf ein Niveau von rund 120 Einwohnern.
| Jahr                       | 1962 | 1968 | 1975 | 1982 | 1990 | 1999 | 2006 | 2011 | 2020 |
| Einwohner                  | 231  | 188  | 183  | 151  | 132  | 124  | 119  | 117  | 125  |
| Quellen: Cassini und INSEE |      |      |      |      |      |      |      |      |      |

## Sehenswürdigkeiten

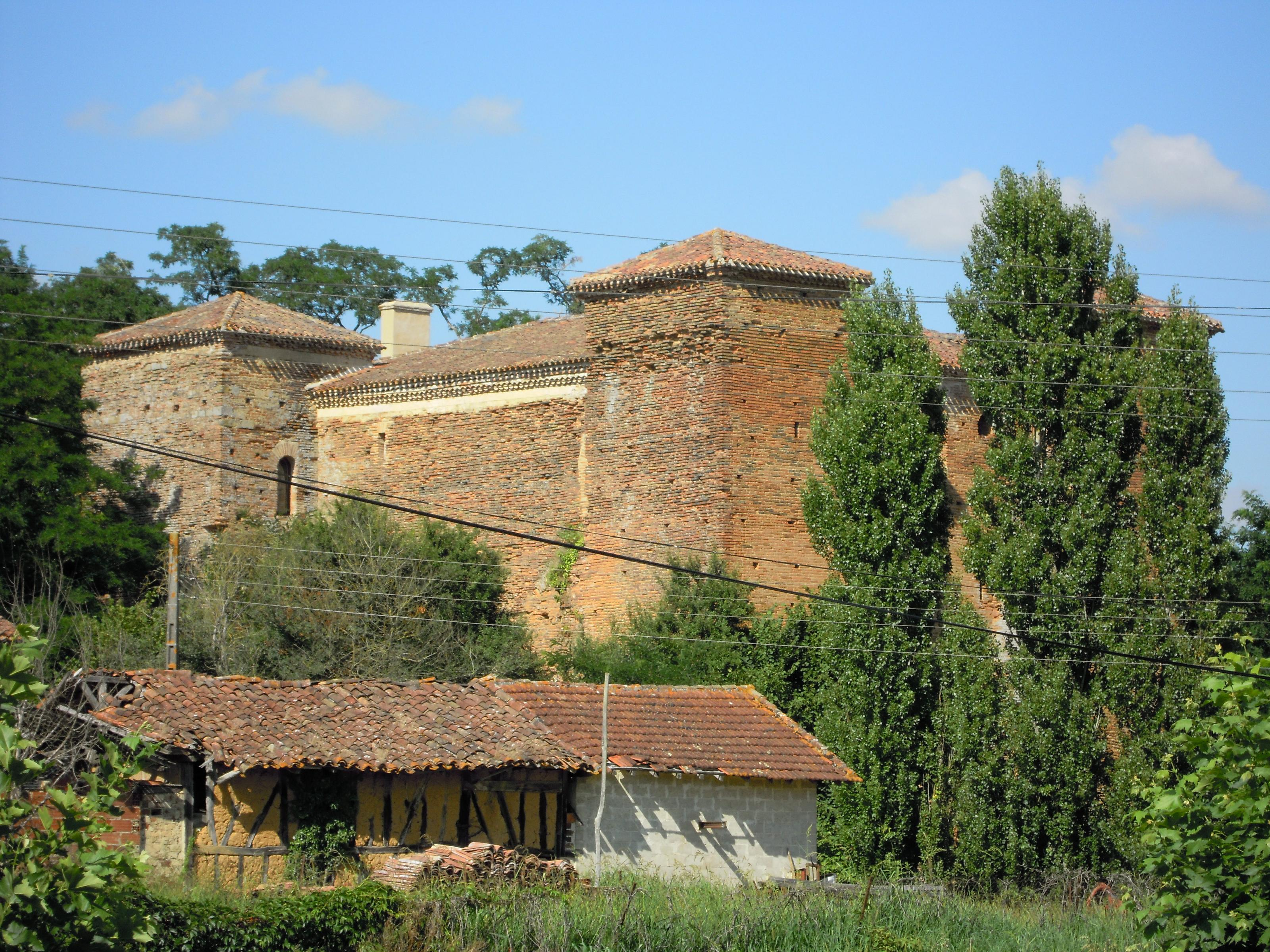
Burg von Espas

### Burg von Espas
Ihre Ursprünge gehen bis in das 12. Jahrhundert zurück, als der Herzog von Armagnac sie auf einem künstlich angelegten Erdhügel erbauen ließ. Sie besitzt einen rechteckigen Grundriss mit einem Bergfried und vier viereckigen Türmen an den Ecken. Verzierungen fehlen völlig und unterstreichen die hauptsächlich militärische Funktion und als Vorratslager der Anlage. An der Spitze der Mauern sind außerdem keine Spuren von Zinnen oder Maschikuli zu erkennen. Als einzige Einrichtung wurde vermutlich im 17. Jahrhundert ein kleines Haus an das Hauptgebäude gebaut. In ihm befinden sich die einzigen bewohnbaren Zimmer. Kardinal Richelieu ließ die Burg schließlich schleifen. Heute befindet sie sich im Privatbesitz. Sie ist seit dem 2. Mai 1979 als Monument historique klassifiziert.

### Weitere Sehenswürdigkeiten
- Pfarrkirche Saint-Jean-Baptiste
- Ehemaliges Konvent

## Wirtschaft und Infrastruktur
Die Landwirtschaft ist einer der wichtigsten Wirtschaftsfaktoren der Gemeinde.
Espas liegt in den Zonen AOC
- des Armagnacs (Armagnac, Bas-Armagnac, Haut-Armagnac, Armagnac-Ténarèze und Blanche Armagnac) und
- des Likörweins Floc de Gascogne (blanc, rosé).[5]

### Verkehr
Espas ist über die Routes départementales 20, 162, 231 und 924 sowie über die Route nationale 124 erreichbar.